# 한소울
한소울(1990년 8월 28일 ~ )은 대한민국의 레이싱 모델이다.

## 경력

### 레이싱모델 경력
- 2013년 - 서울오토살롱 YLK 오토모티브 레이싱모델
- 2013년 - 대구스트리트모터페스티벌 레이싱모델
- 2013년 - 서울모터쇼 레이싱모델
- 2013년 - 지스타 한게임 모델
- 2013년 - 코리아 스쿠터레이스 챔피언쉽 레이싱모델
- 2013년 - F1 코리아 그랑프리 그리드걸
- 2014년 - 부산국제모터쇼 르노삼성 레이싱모델
- 2014년 - 쏠라이트 인디고 레이싱팀 레이싱모델
- 2014년 - 서울오토살롱 오토램프 레이싱모델
- 2014년 - 지스타 아임드림스카이 모델
- 2015년 - 금호타이어 레이싱모델
- 2015년 - 서울국제사진영상기자재전 에이빙뉴스 모델
- 2015년 - 서울모터쇼 닛산 모델
- 2016년 - 서울오토살롱 오토램프 레이싱모델
- 2016년 - 오토모티브위크 울트라레이싱 레이싱모델
- 2017년 - 서울모터쇼 재규어 랜드로버 모델
- 2017년 - 서울오토살롱 핸즈코퍼레이션 포즈모델
- 2018년 - 서울오토살롱 핸즈코퍼레이션 포즈모델

## 수상
- 2014년 - 슈퍼레이스 레이싱 모델 콘테스트 쏠라이트상